# Hailé Szelasszié etióp császár
Hailé Szelasszié (amhara nyelven: ኃይለ፡ ሥላሴ) („A szentháromság hatalma”), teljes nevén „ő császári felsége Hailé Szelasszié, Júda törzsének hódító oroszlánja, az etióp Királyok Királya és Isten választottja” (amhara: lij teferī mekōnnin), születési nevén Rasz Tafari Mekonnen, Etiópiában Janhoy, Talaqu Meri, Abba Tekel neveken is ismert (Ejersa Goro, Harar, 1892. július 23. – Addisz-Abeba, 1975. augusztus 27.) Etiópia de jure császára („négus”) 1930 és 1974 között (de facto 1916–1936 és 1941–1974). 1916-1930 között Etiópia régense, 1930-1974 között Etiópia uralkodója volt.
Dinasztiája a 13. századig vezethető vissza. Onnan pedig a hagyomány szerint Salamon királyig (Salamon-dinasztia soai ágának leányági leszármazottja) és Makeda királynéig, Axum uralkodónőjéig, illetve Sába királynőjéig, ahogy az arab hagyomány tartja számon.
Hailé Szelasszié meghatározó szereplője mind az etióp, mind az afrikai történelemnek. A Népszövetségben 1936-ban elsöprő erejű beszédben elítélte, hogy Olaszország vegyi fegyvert használ népe ellen az abesszíniai háborúban. Nemzetközi gondolkodása Etiópiát az ENSZ alapítói közé emelte. Politikai nézetei és tapasztalata az országok közti előnyös kapcsolatok és a közös biztonság terén megtermékenyítően hatottak és időtállónak bizonyultak. A nemesek közt támadt felkelést elnyomta, és Etiópia megfelelő modernizációját sem hajtotta végre, amit a kor és a történészek is kritikával illettek.
Hailé Szelassziét a visszatért bibliai megváltóként tisztelték. A jamaicai rasztafariánus mozgalom követői az 1930-as évek eleje óta Szelassziét vallásuk jelképének és Isten földi megtestesülésének tekintik. Követőinek száma 200 000-800 000 fő közt van. Hailé Szelasszié messianisztikus alak lett, aki egy jövőbeli aranykorba vezeti el követőit, belső békét, igazságot és fejlődést hoz. Ennek ellenére Hailé Szelasszié maga egész életében az etióp ortodox egyház tagja volt.

## Titulusai, elnevezései
Lidzs Tafari Makonnen néven született (a Lidzs cím jelentése gyermek, egyben jelzi nemesi származását), később Rasz Tafari Makonnen (Rasz jelentése fej, egyben a herceg megfelelője is, de gyakran uralkodónak fordítják). 
A Tafari keresztnév jelentése „a tisztelt”[forrás?] míg a „Hailé” jelentése Giz nyelven erő, hatalom. „Szelasszié” jelentése pedig háromság: a „(Szent) Háromság Hatalma”, amely koronázási neve 1930-tól, de gyermekkori keresztelési neve is. 1916-ban, Zauditu uralkodónő régensi címet adományozott neki és 1928-ban ezt még emelve Soa trónját adta neki, címe pedig Négus, vagyis király lett.
1930. november 2-án Zauditu uralkodónő halála után Rasz Tafari Makonnent uralkodóvá koronázták. Ettől fogva neve Hailé Szelasszié. Teljes uralkodói címe a következő „ő császári felsége I. Hailé Szelasszié, Júda törzsének hódító oroszlánja, az etióp Királyok Királya és Isten választottja”.
Sok más néven is ismert az etiópok körében, mint Janhoy, Talaqu Meri vagy Abba Tekel. A rasztafárik különösen sokat használják – HIM (His Imperial Majesty – ő császári fennsége), Jah ('dzsá' - ez egyben isten megnevezése is a rasztafárik körében) vagy Jah Rastafari.

## Származása
Hailé Selasszié királyi vérvonala atyai nagyanyja részéről Amhara, de vannak Oromó és Gurage gyökerei is. 1892. július 23-án született Ejersa Goro faluban, Etiópia Harar tartományában. Anyja Wooizero (nemesi úrhölgy) Yeshimebet Ali Abajifar, Wollo tartomány híres Oromó uralkodójának, Dejazmach Ali Abajifarnak a leánya. Anyai nagyanyja pedig Gurage leszármazott. Apja, Rasz Makonnen Woldemikael Gudessa, Harar tartomány kormányzója, az első olasz–etióp háborúban tábornok volt, és kulcsszerepet játszott az aduai csatában. Ő is oromo volt apai és amhara anyai ágon. Hailé Szelasszié apai nagyanyja révén trónörökös dinasztiához tartozik. Woizero Tenagnework Sahle Selassie, II. Menelik uralkodó nagynénje, Sívai Sahle Szelasszié Négus leánya, Makeda, Sába királynőjének és az ókori Izrael Salamon királyának egyenes ági leszármazottja a mondák szerint.

## Kormányzóság
Tafari 1906-ban névlegesen megkapta Selale kormányzóságát, egy nem túl jelentős királyságot, mely révén legalább folytathatta tanulmányait. 1907-ben Sidamo tartomány egy részének kormányzójává nevezték ki. Állítólag tinédzser korának végén elvette Woizero Altayech-et, és ebből a frigyből született lánya, Romanework Hailé Szelasszié.
Bátyja, Yelma halála után 1907-ben Harar kormányzói posztja üresen állt, és az adminisztratív feladatokat Menelik királyi generálisa, Dejazmach Balcha Safo látta el. Munkája azonban nem sok eredménnyel járt, II. Menelik végső betegsége, majd Taitu Bitul uralkodónő rövid regnálása alatt, úgyhogy Tafarit Harar kormányzójává nevezték ki 1911-ben.
Augusztus 3-án elvette Ambassel-i Menen Asfaw-ot, Lidzs Ijaszu trónörökös unokahúgát.

## Régensség
Máig nem tisztázott, hogy Tafari milyen mértékben játszott szerepet abban a nemesi megmozdulásban, amely V. Ijaszut tervezte elmozdítani. V. Ijaszut, vagy Lidzs Ijaszut 1913-1916 között ugyan kinevezték a trónra, de nem koronázták Etiópia uralkodójává. Ijaszu rossz hírnévre tett szert botrányos magatartása, és a nemesekkel szembeni tiszteletlen magaviselete miatt II. Menelik nagyapja udvarában. Érdeklődése az iszlám iránt hazaárulás számba ment az Etióp Birodalom ortodox keresztény vezetésénél. 1916. szeptember 27-én Ijaszut lemondatták.
Az elmozdítását célzó szervezkedésekben olyan konzervatívok játszottak szerepet mint Fitavrari Habte Gijorgisz, II. Menelik hadügyminisztere. A mozgalom Tafarinak kedvezett, aki mind a progresszívok mind a konzervatívok támogatását élvezte. Végül Ijaszut az iszlám hitre térés okán mondatták le. Helyére II. Menelik lánya, Zevditu uralkodónő került, aki régenssé tette Tafarit. Megkapta a Rasz címet, trónörökössé és királyi herceggé lett. A hatalmi osztozkodásokban elfogadta a teljhatalmú régensi szerepet (Balemulu Inderase) és az Etióp Birodalom de facto uralkodója lett (Mangista Ityop p ya). Zauditu uralkodott amíg Tafari kormányzott.
Amint Ijaszut elmozdították 1916. szeptember 27-én, október 8-án az államcsíny fonákul ütött ki. Ijaszunak sikerült elmenekülnie az Ogaden sivatagba, és apjának, Vollói Mikael Négusnak volt elég ideje a segítségére sietni. Október 27-ével Mikael Négus és serege megütközött a Zauditu - és Tafari-hű Fitavrari Habte Gijorgisz seregével. A Segale-i csata során Mikael Négus veszített és fogságba esett. Semmi remény nem maradt tehát Ijaszu visszatérésére, ezért elrejtőzött. 1921. január 11-én, öt éven át tartó sikeres rejtőzködés után Ijaszut Gugsza Araya Szelasszié fogságba ejtette.
1917. február 11-én Zevditut megkoronázták. Esküt tett, hogy régense, Tafari által igazságosan fog uralkodni. Míg Tafari jobban előtérben volt, Zevditu messze járt a tiszteletbeli uralkodótól. Helyzete megkövetelte, hogy a versengő frakciók problémáit kezelje, vagyis övé volt az utolsó szó. Tafari vitte az adminisztráció terheit, de mivel pozíciója relatíve gyenge volt, ez csak hiábavaló mindennapi gyakorlatnak számított. Mindenekelőtt személyes serege gyengén felfegyverzett, pénzügyi lehetőségei pedig korlátozottak voltak, vagyis kevés eszköze volt, hogy ellenálljon az uralkodónő, a hadügyminiszter, vagy a tartományi kormányzók befolyásának.
Kormányzósága során az új királyi herceg továbbfejlesztette II. Menelik óvatos modernizációs politikáját. Biztosította Etiópia népszövetségi tagságát (1923) azzal az ígérettel, hogy megszünteti a rabszolgamunkát. II. Tevodrosz óta ugyan mindegyik uralkodó adott ki proklamációkat a rabszolgaság eltörléséről, de eredménytelenül. Ez a nemzetközileg elítélt gyakorlat Hailé Szelasszié uralkodásáig virágzott.

## Külföldi utazások
1924-ben Rasz Tafari Európába és Közel-keletre utazott. Járt Jeruzsálemben, Kairóban, Alexandriában, Brüsszelben, Amszterdamban, Stockholmban, Londonban, Genfben és Athénban is. Vele tartott Rasz Szejum Mangasa, a nyugati Tigré tartományból, Rasz Hailu Tekle Hajmanot, Gojjam tartományból, Rasz Mulugeta Jeggazu, Ullubabor tartományból, Rasz Makonnen Endelkachew és Blattengeta Heruy Welde Szellasze. Az európai út elsődleges célja az volt, hogy Etiópiának kijárást szerezzen a tengerre. Párizsban, a Francia Külügyminiszterrel tárgyalva Tafarinak be kellett látnia, hogy ez a cél nem valósulhat meg. Ellátogatott azonban iskolákba, kórházakba, gyárakba és templomokba is. Számos reformot vázolt fel magának ezen európai modellek alapján. A gazdasági nyomás ellenében Tafari megkövetelte, hogy minden cégnek legalábbis részleges helyi tulajdonlása legyen. Modernizációs kampányában kihangsúlyozta "csak azért van szükségünk az európai fejlődésre, mert velük vagyunk körülvéve. Ez nyereség, de egyszersmind balszerencse is".
Utazása során lelkesedéssel és érdeklődéssel fogadták mindenütt. Olyanok társaságában volt, akik szüleik által vagy maguk is részt vettek az olasz–etióp háború advai csatájában. Keleties küllemük, gazdagon díszített nemesi öltözetük szenzáció számba ment a médiában. Ajándékai közt voltak élő oroszlánok is, melyeket a francia miniszterelnök, Raymond Poincaré, az elnök Alexandre Millerand, V. György, Nagy-Britannia királya és a párizsi állatkert kapta ajándékba. A korabeli krónikák szerint „kevés hasonló utazás szült annyi anekdotát” mint az övék. A két oroszlánért Anglia Rasz Tafarit II. Tevodrosz uralkodó koronájával ajándékozta meg, Zevditu uralkodónőhöz biztonságos hazatérést kívánva. A koronát még az 1868-as abesszín expedíció során Robert Napier vitte Angliába.
Útja során a herceg meglátogatta Jeruzsálem örmény kolostorát is, és örökbe fogadott 40 örmény árvát, akik az oszmán mészárláskor vesztették el szüleiket. Intézkedett a fiatalok zenei képzéséről, és kis csapatukból megalakította a birodalmi rézfúvósokat.

## Királysága

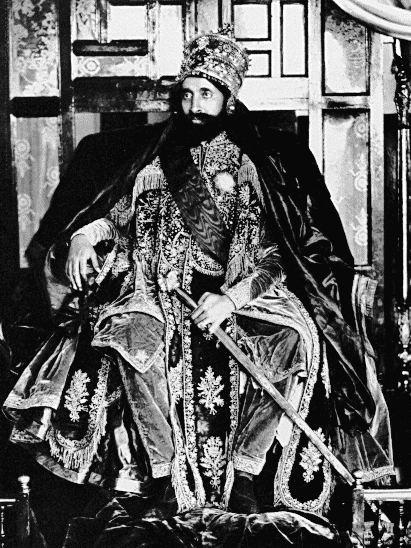
Rasz Tafari királlyá koronázásakor 1928-ban

1928-ban Dejazmach Balcha Safo erős sereggel felsorakozott Addisz-Abeba falaihoz Rasz Tafari ellenében. Amikor Tafari konszolidálni próbálta uralmát a tartományok felett, sok, Menelik által kinevezett úr visszautasította az új szabályozást. Balcha Safo, a kávéban gazdag Sidamo tartomány kormányzója (Shum) különösen sok gondot okozott. Az államnak benyújtott adók nem tükrözték a növekvő profitot, azért Tafari Addisz-Abebába rendelte őt. Az idős ember erős sereggel és rendkívüli haraggal érkezett. Hódolatát fejezte ki Zauditu uralkodónőnek, de letorkolta Ras Tafarit. Február 18-án, amíg Balcha Safo és testőrei Addisz-Abebában voltak, Rasz Tafari Rasz Kassa Haile Darge segítségével megvette a sereget, és megszervezte Safo megbuktatását Sidamo tartomány Shum posztjáról. Helyére Birru Wolde Gabriel került, az ő helyét pedig Desta Damtew vette át.
Balcha Safo még így is Zauditu uralkodónő politikai partnere volt, így elérte, hogy Tafarit bírák elé állítsák árulás miatt. Felelősségre vonták jótékony magatartása miatt is Olaszországgal szemben, melynek eredményeképp augusztus 2-ával 20 évre szóló megegyezést írhatott alá a két ország. Szeptemberben udvari reakciósok egy csoportja néhány udvaronccal együtt döntött Tafari eltüntetéséről. A puccskísérletnek tragikus kezdete és komikus vége lett. Tafarival és katonáival szembekerülve a főkolompos a Menelik mauzóleumban talált védelemre. Tafari és emberei körülvették őket, őket pedig Zauditu személyi testőrei kerítették be. További Tafari harcosok érkeztek khaki öltözetben, és többségbe kerülve az ő javára döntötték el a harcot. A polgárok és a rendőrség továbbra is Tafari oldalán állt. Mindezek hatására az uralkodónő meghátrált, és 1928. október 7-én négussá koronázta Tafarit.
Tafari megkoronázása ellentmondásos volt. Ugyanazon a területen uralkodott, mint az uralkodónő ahelyett, hogy elfoglalt volna egy regionális királyságot. Két uralkodó, még ha egyikük alattvalója is a másiknak – jelen esetben az uralkodónőnek – még sohasem foglalta még el ugyanazt a területet az etióp történelemben. A konzervatívok azért agitáltak, hogy a koronát ért ilyetén sérelmet jóvátétessék. Ez vezetett a Gugsza Vele rasz felkeléséhez. Gugsza Vele volt az uralkodónő férje és a Begemser tartomány Shum-ja. Az 1930-as évek elején sereget toborzott és Gondar-i kormányzóságából Addisz-Abeba falaihoz vonult. 1930 március 31-én Gugsza Vele megütközött a Negus Tafarihoz hű erőkkel és elvesztette az achemi csatát. A harc közben életét vesztette. Április 2-án, ahogy a csatavesztés és a rasz halálának híre elterjedt Addisz-Abebában, az uralkodónő is meghalt. Mérgezésről suttogtak és arról, hogy az eltávozott, de szeretett férj halálhíre okozta sokk vitte el őt. A hivatalos álláspont szerint a halált egy influenzaszerű lázas betegség és a cukorbetegség komplikációi okozták.
1930. november 2-án Tafarit Etiópia „királyainak királyává” koronázták a Szent György katedrálisban. A koronázási ünnepség rendkívüli esemény volt. A világ minden részéről érkeztek az uralkodók és méltóságok. Jelen volt V. György angol király fia, Henrik gloucesteri herceg, Franchet d’Esperey francia marsall, és Olaszország királyának képviseletében Savoyai Ferdinánd, Udine hercege. Küldöttek érkeztek az USA-ból, Egyiptomból, Törökországból, Svédországból, Belgiumból és Japánból is. Evelyn Waugh brit tudósító írt riportot az eseményről. Burton Holmes amerikai utazó előadó vette fel az egyetlen ismert mozgófilmet. Az egyik újságcikk szerint az ünnep költségei elérték a 3 millió dollárt. A meghívottak értékes ajándékokat kaptak. A keresztény uralkodó egy amerikai püspöknek, aki nem tudott eleget tenni a meghívásnak, de aznapi imájába foglalta az új uralkodót, aranyozott Bibliát küldött.
Hailé Szelasszié bevezette Etiópia első írott alkotmányát (1931. július 16.), kétkamarás törvényhozással. A hatalom továbbra is a nemesség kezében maradt, de demokratikus szabályozást biztosított köztük. Tafari előrevetített egy demokratikus rendszert, amely „addig fog fennmaradni, amíg az emberek maguk nem lesznek képesek választani”. Az alkotmány Hailé Szelassié örököseire korlátozta a királyi trón utódlását. Ezt a többi dinasztikus herceg ellenezte, beleértve Tigrai hercegeit és az uralkodó királyi unokatestvérét, Ras Kassa Haile Darge-t.
1932-ben II. Abba Jifar király halála után Jimma királysága beolvadt Etiópiába.

## Az olasz konfliktus
Az Olasz Királyság megújult imperialista terveinek Etiópia lett a célpontja. Benito Mussolini fasiszta rezsimje az 1930-as években revánsot kívánt venni az első olasz–abesszin háború során Aduánál elszenvedett vereségért. Etiópia meghódítása erőt adott a fasizmus eszméjének és kiemelte birodalmi retorikáját. Etiópia hídként szolgált volna Olaszország eritreai és olasz-szomáliföldi területeihez. Etiópia népszövetségi tagsága sem tartotta vissza Olaszországot az 1935-ös lerohanástól. A kollektív biztonság eszméje, melyet a Népszövetség annyira hangoztatott, haszontalannak bizonyult. Botrány tört ki, mikor feltárult a Hoare–Laval-paktum, amely szerint Etiópia szövetségesei a háttérben Olaszország kielégítésére törekedtek.

## Mozgósítás
Etiópia inváziója 1934. december 5-ével indult meg Ogeden tartományban, Walwalnál. Hailé Szelasszié csatlakozott északi seregeihez és Dessében felállította főhadiszállását. 1935. október 3-án kiadta emlékezetes parancsát a mozgósításra:
Aki visszatartja magát hazájától, Etiópiától köhögés, megfázás vagy olyan egyéb ok miatt, mely halálos ne lenne, és visszautasítja az ellenállást (körzetében, környezetében, vagy otthonában) a messziföldről érkező támadókkal szemben, kitart a saját véráldozatát elkerülendő, azt megbünteti a Teremtő és leszármazottai megátkozzák. Nem hűtve le szívetek jólismerten hősies hevét, de észben tartva történelmünkben ez milyen messzire előrevetíti következményét, mindenki előtt ott áll a választás a komoly csatára.
Aki vonulásában bármilyen tulajdonra is rá merészeli tenni a kezét, legyen az házbéli ingóság, állat, vagy termény tulajdon, de fű, szalma vagy akár trágya is, annyit tesz mint megölni saját fivéredet aki érted hal meg... S ti vidékiek, akik a bejárási utak mellett éltek, állítsatok fel piacot a hadsereg táborai mellett a körzeti felügyelő által kijelölt napon, hogy könnyítsétek az Etiópia szabadságáért küzdő katonák megtapasztalt nehézségeit. Nem lesztek megadóztatva a táborokban a kampány végéig folytatott semmilyen adás-vételért. Megadtam az engedélyem... Ahogy megkapta mindenki a harcba hívást és botorul elmarad tőle, helyi csendőr vagy panaszos nyomán elfogva büntetésben részesül, melyet örökölt földjére, tulajdonára vagy saját magára rónak ki, a vádlónak pedig az érték egyharmada adatik...
1935. október 19-én Hailé Szelasszié még részletesebb parancsot adott ki a hadseregről fővezérének, Rasz Kasszának
1. Sátorverésnél mélyedést kell ásni és lombos fával befedni ha a szomszédos területek megfelelőek – és elválasztást tenni a különböző osztagoknál. A sátrakat egymástól 15 méternyire kell felállítani.
2. Amint repülő közelít mindenkinek el kell hagynia a nyílt terepet, és völgyekben, fás, bokros területeken cikk-cakkban kell haladnia.
3. Ha bombázó közeleg, céljának nem tud eleget tenni hacsak le nem süllyed 100 méterre. Amint viszont alacsonyan száll, tüzelni kell jó, hosszú csövü fegyverrel, majd gyorsan szétszéledni. Ha már három vagy négy golyó eltalálta a replülőt, az le kell hogy zuhanjon. Csak azok tüzeljenek, akik ilyesmire ki vannak jelölve, mert nem előnyös ha mindenki, akinek csak fegyvere van elkezd lövöldözni. Az csak golyópazarlás és felfedezhetővé tesz.
4. Nehogy újra felemelkedve a bombázó felfedezze a rejtőzködőket, helyes elővigyázatosan szétszóródva maradni míg csak az a közelben van. Háború idején az ellenséget segíti célzásban minden pajzs, dísz, ezüst és arany kabát, selyeming és hasonlók. Van kabátja vagy nincs, legjobb szűk ujjú matt ruhát hordani. Ha Isten segítségével visszatérünk, hordhatjátok majd az ezüst és arany díszt is. Most a küzdelemnek van itt az ideje. Abban a reményben tanácsoljuk mindezeket nektek, hogy így ne szenvedjetek majd nagy kárt, a megfelelő elővigyázatosság híján. Ugyanakkor örömmel biztosítunk titeket arról, hogy készek vagyunk vérünket áldozni köztetek Etiópia szabadságáért...

Az etiópiaiakhoz képest az olaszoknak fejlett stratégiájuk volt és modern hadseregük, mely nagy légierővel rendelkezett. Az olaszok a konfliktus során vegyifegyverek széles körű bevetésére is felkészültek, akár a Vöröskereszt kórházai ellen is,- megsértve ezzel a Genfi egyezményt.

## A háború folyamata
Az olaszok 1935. október elején lerohanták Etiópiát. Novemberre azonban az invázió jelentősen lelassult és Haile Selassie északi seregei meg tudták indítani az ún. "Karácsonyi offenzívát". Visszaszorították és védekezésre kényszerítették az olaszokat. Mégis, 1936. elejére, az első tembieni csatánál letörték az etióp offenzívát és folytatódott az olasz előretörés. Az észak-etiópiai sereg veszteségei és Amba Aradam ütközetben szenvedett vereséget követően a második tembieni csata és a Shire-i csata során Haile Selassie bevette a területet az utolsó etiópiai sereggel az északi fronton. Ellentámadást indított 1936. március 31-én a Maychew csatával, Dél-Tigrayban. Az uralkodó elvesztette a csatát és rendezetlen sereggel visszavonulásra kényszerült. E közben az olaszok légierővel és az olaszok által felfegyverzett és pénzelt felkelő Raya és Azebo törzzsel mint gyalogsággal támadott.
Hailé Szelasszié a fővárosba visszatérte előtt zarándoklatot tartott Lalibela templomaihoz, a fogságba esés meglehetősen nagy veszélyének kitéve magát. Egy viharos államtanácsülés után arra a megegyezésre jutottak, hogy mivel Addisz-Abeba nem szenvedett vereséget, a kormányzat áthelyezi központját Gore déli részére, valamint, hogy az uralkodói ház védelmére az uralkodó felesége, Menen Asfaw és a család azonnal Dzsibutiba, onnan pedig Jeruzsálembe kell induljon.

## Száműzetési vita
További vita következett arról, Szelasszié Goréba menjen vagy csatlakozzon családjához. Arra az egyezségre jutottak, hogy családjával el kell hagynia Etiópiát és az ügyet Genfben, a Nemzetek Tanácsa előtt kell prezentálnia. A határozat nem volt egyöntetü, és számos résztvevő, beleértve Tekle Wolde Hawariat nemest, ellenezte a gondolatot, hogy az uralkodó elmenjen az invazív erők elől. Halié Szelasszié unokatestvérét, Ras Imru Haile Szelasszié-t nevezte ki régens hercegnek távollétében, és 1936. május 2-ával Dzsibutiba indult családjával.
Május 5-én a Pietro Badoglio marsall által vezetett olasz csapatok bevonultak Addis Abebába, és Mussolini Etiópiát olasz provinciának mondta ki. III. Viktor Emmánuelt kikiáltották Etiópia Uralkodójának. A megelőző napon az etióp száműzöttek az Enterprise brit jachton elhagyták Dzsibutit. Jeruzsálem felé vették útjukat, az akkor brit ellenőrzés alatt álló Palesztinába, mivel az etióp királyi család itt tartott fenn rezidenciát. Amint megérkeztek Hailé Szelasszié és kísérete belekezdett genfi ügyük előkészítésébe. Jeruzsálem kiválasztása erre a célra erősen szimbolikus volt lévén, hogy a Salamon dinasztia Dávid házából származtatta magát. Elhagyva a Szentföldet az uralkodó kíséretével Gibraltár felé indult a "Fokváros" brit yachton. Onnan a száműzöttek hétköznapi óceánjáróra szálltak, ezzel megspórolva Nagy-Britannia kormányának egy állami fogadást.

## Kollektív biztonság és a Nemzetek Szövetsége, 1936
Musszolini Etiópia annektálásával azonnal ki is jelölte saját Olasz Birodalmát. Mivel a Nemzetek Szövetsége (Népszövetség) megadta a lehetőséget Hailé Szelassziénak a tanács előtti felszólalásra, Olaszország még a delegációját is visszavonta a Ligából, 1936. május 12-ével. Ilyen körülmények között lépett be Hailé Szelasszié a Népszövetség nagytermébe, és jelentetett be a Tanács elnöke által mint "Uralkodói Felség, Etiópia uralkodója" (Sa Majesté Imperiale, l'empereur d'Ethiopie). A bevezető hallatán a galérián helyet foglaló olasz ujságírók nagy része bekiabálásokba kezdett és füttykoncertben tört ki. Amint később kiderült, Mussolini veje, Galeazzo Ciano gróf már korábban felszerelte őket sípokkal erre a célra. Hailé Szelasszié nyugodtan állt és várt a bejelentésre, majd fejedelemhez illő beszédet mondott, sokak szerint a 20. század legfelkavaróbb szónoklatát.
Bár folyékonyan beszélte a franciát, a Népszövetség hivatalos nyelvét, az uralkodó történelmi beszédéhez mégis anyanyelvét, az amharit választotta. Kijelentette, hogy "a Népszövetségbe vetett abszolút bizalma miatt" népét most lemészárolják. Kihangsúlyozta, hogy ugyanazok az európai államok, melyek Etiópia jóindulatát élvezték, most megtagadják a hitelt és az ellátmányt tőle, eközben pedig azt az Olaszországot támogatják, amely vegyi fegyvereket vetett be hadászati és civil célpontokra egyaránt.

## A rasztafári messiás

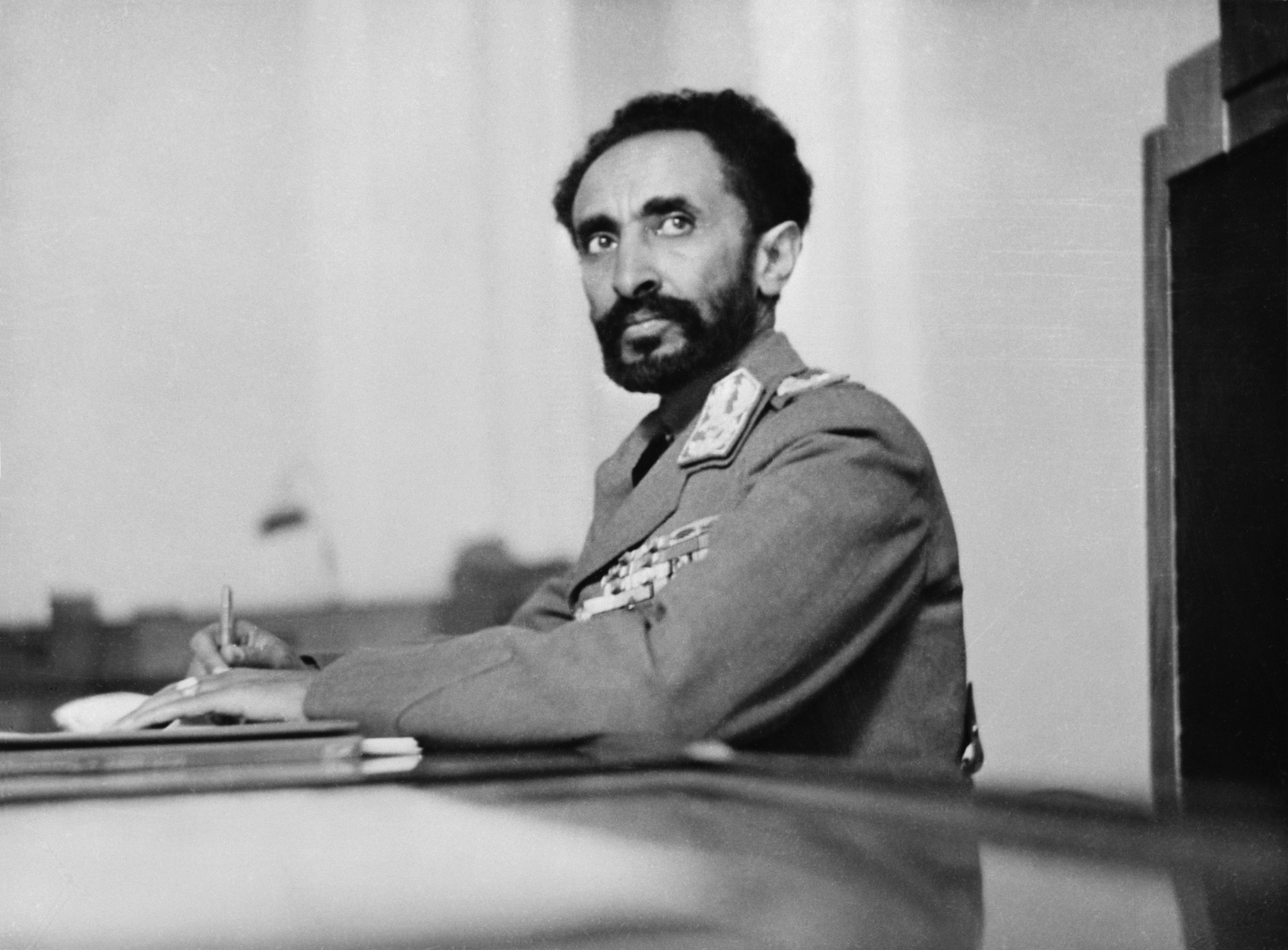
I. Hailé Szelasszié

A rasztafári mozgalom követői (ami az 1930-as évek Jamaikában jött létre Marcus Garvey „Vissza Afrikába” mozgalmának hatására) Hailé Szelassziét ma is Isten inkarnációjának (megtestesülésének) és a fekete messiásnak tartják, aki majd elvezeti Afrika népeit és a diaszpórát a szabadsághoz. A reggae zenének köszönhetően nagy népszerűségre tett szert a raszták körében, akik jellegzetes hajviseletükkel és a szentnek tekintett kendernövény pszichedelikus/spirituális használatával is őt tisztelik és úgy érzik, ezzel csak közelebb kerülnek hozzá, de ugyanakkor vallási üldöztetést is szenvedtek emiatt.
Hivatalos címei „Ő császári felsége Hailé Szelasszié, Júda törzsének hódító Oroszlánja, az etióp királyok Királya és Isten választottja” és a hagyomány szerinti Salamon és Sába királynőtől való származására alapozva a raszták megerősítettnek vélik Szelasszié messiás voltát – az Újszövetségi Jelenések könyvének hasonló próféciáival is igazoltnak látva azt (itt is megjelennek a Királyok királya, Urak ura, Júda törzsének hódító Oroszlánja, Dávid gyökere attribútumok.
Hailé Szelasszié emberi alakot öltött istenségében való hit akkor kezdett kialakulni, mikor császárrá koronázásának első hírei eljutottak Jamaikára. Ez gyakorlatilag a Timeesemény előtti és utáni héten megjelent cikkei által történt.
Olyan királynak és Istennek tekintik, aki előtt senki sem állhat meg. Szelasszié spirituális tanításai áthatják a mozgalom filozófiáját.

## A császár

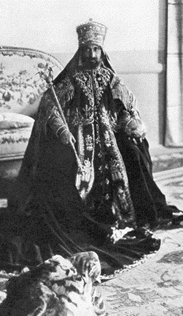
I. Hailé Szelasszié teljes uralkodói díszben, 1930

Ryszard Kapuściński, a szocializmus korának híres lengyel haditudósítója nem sokkal azután érkezett Etiópiába, hogy a császár hatalma megbukott. Titokban olyan emberekkel találkozott, akik rangjuknál vagy munkájuknál fogva közel kerültek a császárhoz, éveket töltöttek mellette. Az interjúkban beszámolnak a császár mindennapi munkarendjéről, munkamódszereiről, szokásairól. Közben kirajzólódik egy kép az országról és az azt uraló ostoba hatalomról. Nyomorról, elképesztő pazarlásról, korrupcióról, gyilkosságokról, lázadásokról.

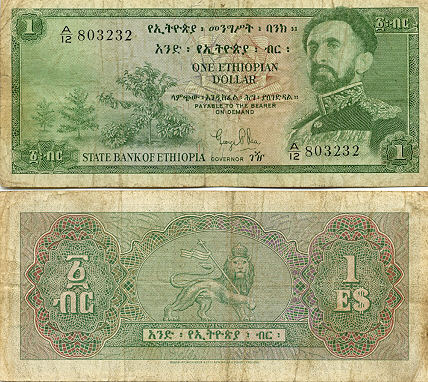
Etióp 1 dollár (birr) névértékű bankjegy Hailé Szelasszié portréjával, az 1961-es sorozatból.

Etiópián kívül Hailé Szelasszié hatalmas presztízst és tiszteletet élvezett. Mint a leghosszabb ideig hivatalban lévő államfő, gyakran elsőbbséget kapott más vezetőkkel szemben az állami eseményeken, mint például John Fitzgerald Kennedy és Charles de Gaulle temetésén, az el nem kötelezett országok csúcstalálkozóin és az 1971-es perszepoliszi partin. 1970-ben Giuseppe Saragat elnök vendégeként Olaszországba látogatott, Milánóban pedig találkozott Giordano Dell'Amore-cal, az Olasz Takarékpénztárak Szövetségének elnökével. 1971 októberében Kínába látogatott, és ő volt az első külföldi államfő, aki találkozott Mao Ce-tunggal, miután annak kijelölt utódja, Lin Piao meghalt repülőgép-szerencsétlenségben.

## Bukása és halála
Hailé Szelasszié az angolok segítségével 1941-ben visszatért a trónra, és óvatos reformokba kezdett. Eltörölték a rabszolgaságot és megszövegezték az alkotmányt. Ám az infrastruktúrára és az oktatásra keveset költöttek. A császár legfőbb támaszává a hadsereg vált, amelyre jelentős összegeket költöttek. 1955-ben az új alkotmány szinte teljhatalmat adott Hailé Szelassziénak.
A problémákat jelezte, hogy Hailé Szelasszié brazíliai látogatása idején 1960-ban a hadsereg fellázadt és elfoglalta a fővárost, kikiáltva az uralkodó legidősebb fiát császárnak. Az államcsínykísérlet azonban elbukott. 1966-ban bevezettek egy demokratikusabb alkotmányt, és újabb reformoknak láttak neki, többek között összeírták a földeket, amely lépés azonban a földbirtokosok ellenállásába ütközött. Ez, és a progresszív adózás bevezetésének kísérlete Gojam tartományban felkelést robbantott ki.
1972 és 1974 között Etiópia északkeleti részén éhínség tört ki, amely egyes becslések szerint több tízezer áldozatot követelt. Az erről szóló tudósítások aláásták a rezsim hitelét, bár az uralkodó külföldön továbbra is népszerű maradt.
1974-ben megalakult a Derg (jelentése amhara nyelven: bizottság), amely jogot kapott arra, hogy harcoljon a hadseregben tapasztalható visszaélések és a korrupció ellen. A Derg élén az akkor már a szovjet KGB általi Mengisztu Hailé Mariam állt, a szervezet pedig eleinte az alkotmányos monarchiáért küzdött, ennek ürügyén azonban a császári adminisztráció több fontos személyét eltávolította a hatalomból. Augusztusban azonban feloszlatták a császár testőrségét és a tanácsadó testületét, megfosztották vagyonától, majd sajtókampányt indítottak ellene, megvádolva azzal, hogy eltitkolta a világ elől az etiópiai éhínséget. 1974. szeptember 12-én végül sor került a 82 éves uralkodó lemondatására.
Ezt követően elzárva tartották. A hivatalos közlemény szerint 1975. augusztus 27-én hunyt el egy prosztataműtétet követően fellépett légzési elégtelenségben. Valószínűleg azonban megfojtották. Maradványait 1992-ben találták meg egy betonlap alatt, egyes hírek szerint a császári palota latrinájában. 2000-ben ünnepélyes keretek között újratemették.

## Fordítás
- Ez a szócikk részben vagy egészben a Haile Selassie című angol Wikipédia-szócikk ezen változatának fordításán alapul.  Az eredeti cikk szerkesztőit annak laptörténete sorolja fel. Ez a jelzés csupán a megfogalmazás eredetét és a szerzői jogokat jelzi, nem szolgál a cikkben szereplő információk forrásmegjelöléseként.